# Joppidium dubiosum
Joppidium dubiosum là một loài tò vò trong họ Ichneumonidae.